# 渋澤健
渋澤 健（しぶさわ けん、旧字体：澁澤 健、1961年〈昭和36年〉3月18日 - ）は、日本の実業家、コモンズ投信会長、シブサワ・アンド・カンパニーCEO。成蹊大学客員教授。
渋沢栄一の玄孫（栄一の孫・智雄の長男・芳昭の息子）。

## 概要

### 略歴
渋澤は、1961年3月18日に渋沢栄一の玄孫（栄一の孫・渋沢智雄の長男である渋沢芳昭の長男）として生まれた。父親の転勤により、小学校2年から大学卒業までをアメリカ合衆国で過ごし、テキサス大学工学部を卒業後、1984年に財団法人日本国際交流センターに入社した。1987年にUCLAのMBA経営大学院を卒業後、ファースト・ボストン証券会社（NY）に入社し、外国債券担当となる。 1988年にJPモルガン銀行（東京支店）、1992年にJPモルガン証券会社（東京支店）へ入社し、国債担当。1994年、ゴールドマン・サックス証券会社（東京支店）に入社。国内株式・デリバティブ担当。 1996年、米国のヘッジファンド、ムーア・キャピタル・マネジメント（NY）入社。アジア時間帯トレーディング担当。 2001年、シブサワ・アンド・カンパニー株式会社創業。2007年、コモンズ株式会社創業。2008年にコモンズ投信会長となる。

### 渋沢栄一の子孫として
公益財団法人渋沢栄一記念財団非常勤理事、日本医療政策機構理事、認定NPO法人健康医療評価研究機構理事、日本ファンドレイジング協会理事、日印協会評議員などを歴任した。渋澤自身が栄一の子孫であることを意識しはじめたのは2001年に40歳で独立した頃からだといい、以降、栄一の曾孫の渋沢雅英（嫡男・渋沢篤二の孫）や渋沢寿一（三男・渋沢正雄の孫）らとともに、栄一の子孫を代表する存在として知られ、メディア出演や全国各地でのセミナー開催などにも精力的である。

### 草食投資隊
2010年に、セゾン投信の中野晴啓、レオス・キャピタルワークスCIO（最高運用責任者）の藤野英人と、「草食投資隊」を結成する。直販投信ビジネスという共通点からもともと親交があったが、2009年に日経マネーでの鼎談が結成のきっかけとなる。渋澤は「『長期投資が根付いていないよね、根付かせたいよね』という3人共通の思い。長期投資に対する熱い思いを改めて確認し合い、これをなんとかカタチにしたいと思ったのです。「草食投資隊」として最初のアクションは、本を書くことでした。ちょうどその頃、巷で、肉食系、草食系という言葉が流行っていた頃です。投資は、肉食系のイメージだけど、本当は違うのではないかな、提案していきたいのは、毎月コンスタントに積立てをして、ドキドキしない投資だよね、それって草食系？ という流れで「草食投資隊」となりました。」と語っている。長期投資の普及を目指し、日本全国でセミナー活動を展開している。

## 著書
- 渋沢栄一とヘッジファンドから学ぶリスクマネジメント（2001年、日経BP社） ISBN 978-4822242541
- シブサワ・レター 日本再生への提言（2004年、実業之日本社） ISBN 978-4408105833
- これがオルタナティブ投資だ！（2006年、実業之日本社） ISBN 978-4408106564
- 巨人・渋沢栄一の富を築く100の教え（2007年、講談社BIZ） ISBN 978-4062820523
- 渋澤流 30年長期投資のすすめ（2009年、角川SSC新書） ISBN 978-4047315037
- 運用のプロが教える草食系投資（中野晴啓、藤野英人との共著、2010年、日本経済新聞出版社） ISBN 978-4532354213
- 渋沢栄一 100の訓言（2010年、日本経済新聞出版社） ISBN 978-4532195533
- 日本再起動（2011年、東洋経済新報社） ISBN 978-4492395547
- 30歳からはじめる お金の育て方入門 -貯めながら殖やす新しい習慣-（藤野英人との共著、2013年、同文館出版） ISBN 978-4495521714
- 渋沢栄一 愛と勇気と資本主義（2014年、日本経済新聞出版社） ISBN 978-4532197469
- 寄付をしてみよう、と思ったら読む本（鵜尾雅隆との共著、2018年、日本経済新聞出版社） ISBN 978-4532357986
- 33歳の決断で有名企業500社を育てた渋沢栄一の折れない心をつくる33の教え（2020年、東洋経済新報社） ISBN 978-4492046630